# Три рубля — двадцать злотых
3 рубля — 20 злотых — золотые монеты, номиналом в 3 рубля или 20 злотых, выпускаемые в Российской империи с 1834 по 1841 год для обращения в Польше после Польского восстания (1830) в соответствии с царским указом от 1 мая 1834 года. Чеканились в Санкт-Петербурге и Варшаве. Тираж — 203 410 штук. Согласно российской весовой системе — золотник, основанный на русском фунте.

## Аверс
На стороне аверс изображен двуглавый орел с тремя коронами, одна из которых, размещенная в центре — большего размера. В правой лапе орла — меч и скипетр, в левой — держава. На груди орла размещен герб со Святым Георгием Победоносцем на коне с копьем, убивающим крылатого дракона. По периметру герба размещена цепь с крестом святого Андрея Первозванного. На крыльях орла размещены шесть гербов — на левой стороне — Казани, Астрахани и Сибири, справа — Царства Польского, Крыма и Великого княжества Финляндского. Внизу, по обеим сторонам хвоста орла, размещены надписи с инициалами руководителя монетного двора в Санкт-Петербурге:
- Павел Данилов — буквы П Д (1834—1838);
- Алексей Чадов — буквы А Ч (1839—1841);

Для монет, чеканившихся в Варшаве, буквы выполнены по имени монетного двора — M W (пол. Mennica Warszawska).

## Реверс
На стороне реверса изображена цифра 3 с двумя розетками, под ней надпись — «РУБЛЯ.» Под надписью — цифра 20, под цифрами надпись на польском языке «ZŁOTYCH» («злотых»), еще ниже — год чеканки (1834—1841) с точкой. На монетах чеканки в Санкт-Петербурге ниже годы выполнена надпись — «С. П. Б.» По периметру монеты выполнена надпись — «ЧИСТАГО ЗОЛОТА 81 ДОЛЯ.»

## Описание
Монета отчеканена из золота 916 пробы, на диске диаметром 19,1 мм, вес — 4.0719 г, от бортика выполнены наклонные зубцы. По материалам монетных дворов в 1833—1841 годах было выпущено 203 410 монет, из которых 201 964 монет напечатаны на монетном дворе в Санкт-Петербурге и 1 446 монет — в Варшаве. Поскольку даты на монетах совпадали с датами царствования Николая I, поэтому в русской нумизматике эти монеты относятся к категории монет этого императора.
Степень редкости монет в каталоге определяется по десятибалльной шкале от R до R* , в зависимости от количества известных монет:
| Обозначение редкости | Количество известных монет |
| -------------------- | -------------------------- |
| R*                   | 1                          |
| R8                   | 2-3                        |
| R7                   | 4-9                        |
| R6                   | 10-30                      |
| R5                   | 31-200                     |
| R4                   | 201-1 000                  |
| R3                   | 1 001 — 5 000              |
| R2                   | 5 001 — 15 000             |
| R1                   | 15 001 — 50 000            |
| R                    | более 50 000               |

Степень редкости монет (обозначение по шкале Шелдона-Брина) отдельных выпусков и типов монет с примерным количеством показаны в таблице:
| Название                 | Монетный двор | Редкость | Количество копий | Примечания                                      |
| ------------------------ | ------------- | -------- | ---------------- | ----------------------------------------------- |
| 3 рубля – 20 злотых 1834 | С. П.Б.       | R2       | 3001–15 000      |                                                 |
| 3 рубля — 20 злотых 1834 | M.W.          | R5       | 26-120           |                                                 |
| 3 рубля — 20 злотых 1835 | С. П.Б.       | R2       | 3001-15 000      |                                                 |
| 3 рубля — 20 злотых 1835 | M.W.          | R5       | 26-120           |                                                 |
| 3 рубля — 20 злотых 1836 | С. П.Б.       | R3       | 601-3000         |                                                 |
| 3 рубля — 20 злотых 1836 | M.W.          | R5       | 26-120           |                                                 |
| 3 рубля — 20 злотых 1837 | С. П.Б.       | R2       | 3001-15 000      |                                                 |
| 3 рубля — 20 злотых 1837 | M.W.          | R5       | 26-120           |                                                 |
| 3 рубля — 20 злотых 1838 | С. П.Б.       | R2       | 3001-15 000      |                                                 |
| 3 рубля — 20 злотых 1838 | M.W.          | R6       | 7-25             |                                                 |
| 3 рубля — 20 злотых 1839 | С. П.Б.       | R3       | 601-3000         |                                                 |
| 3 рубля — 20 злотых 1839 | M.W.          | R6       | 7-25             |                                                 |
| 3 рубля — 20 злотых 1840 | С. П.Б.       | R3       | 601-3000         |                                                 |
| 3 рубля — 20 злотых 1840 | M.W.          | R7       | 4-6              | в некоторых каталогах в качестве пробной монеты |
| 3 рубля — 20 злотых 1841 | С. П.Б.       | R8       | 2-3              | в некоторых каталогах в качестве пробной монеты |